# Sarah Fasha
Sarah Fasha (California, ...) è una modella e attrice egiziana naturalizzata statunitense.

## Biografia
Sarah Fasha è un'egiziana con la doppia cittadinanza che vive negli Stati Uniti d'America. Ha servito nell'esercito statunitense e ha vinto un concorso di bellezza a Beverly Hills.

## Filmografia

### Cinema
- A Temporary Thing
- Last Kung Fu Monk
- Second World: Blood, Fire and Smoke
- Busted life[1]

### Televisione
- The Man Behind the Curtain
- NCIS - Unità anticrimine (NCIS) – episodio 11x04 (2013)